# Contratto di lavoro ripartito
Il contratto di lavoro ripartito, (in lingua inglese job sharing),  in Italia, è una tipologia di contratto di lavoro con il quale due lavoratori si impegnano ad adempiere solidalmente ad un'unica e identica obbligazione lavorativa,  introdotto dalla legge Biagi e abrogato dal Jobs Act nel 2015.
La disciplina era contenuta nel d.lgs. 10 settembre 2003, n. 276, dagli artt. 41 a 45.

## Forma e obblighi
La forma prevista è quella scritta ad probationem, mentre l'atto deve contenere la percentuale temporale del lavoro che deve essere svolto da entrambi i lavoratori. Nel caso non fosse indicato, ognuno dei due soggetti resta responsabile solidalmente nei confronti del datore.
Con tale contratto, i lavoratori si impegnano ad assicurare al datore un certo livello di servizio. Il datore può prevedere nel contratto delle penali che scattano se non è assicurato il servizio pattuito. Se uno dei contraenti è assente dal luogo di lavoro, anche per cause di forza maggiore, quali sciopero o malattia, gli altri sono obbligati in solido a coprire il relativo turno di lavoro, senza maggiorazioni per lavoro straordinario.
Eventuali sostituzioni da parte di terzi, nel caso di impossibilità di uno o di entrambi i lavoratori coobbligati, sono vietate. I contraenti possono invece modificare e scambiarsi i propri turni di lavoro, e in questo caso, il trattamento economico è riproporzionato in base alla durata e collocazione oraria (festivo, notturno, etc.) della prestazione.

## Pregi e difetti
Una notevole rigidità nasce dal fatto che il contratto non possa indicare eventuali sostituti, che non svolgono normalmente turni di lavoro, ma che, previo il consenso scritto di entrambi i contraenti, il datore sia obbligato ad assumere temporaneamente, nel caso in cui entrambi i contraenti dimostrino un impedimento a recarsi nel luogo di lavoro. 
La normativa austriaca prevede ad esempio questa possibilità. Diversamente, il lavoratore è privato di diritti e tutele quali lo sciopero, la copertura per malattia e assicurativa, rischiando il pagamento di penali.
Nel caso di recesso o estinzione da parte di uno dei due contraenti, il rapporto di lavoro cessa anche per l'altro (salvo diversa intesa delle parti).
La disciplina è affidata quasi interamente alla contrattazione collettiva e, in mancanza, ai principi generali della legge in materia di lavoro subordinato.

## Nel mondo
Il contratto di lavoro ripartito ha equivalenti in Austria, Germania, Regno Unito e Stati Uniti.
Le normative di Stati Uniti e Regno Unito operano una distinzione all'interno dei contratti di job sharing, fra contratti di lavoro ripartito con responsabilità individuale e contratti a lavoro ripartito con responsabilità in solido. La legge italiana contempla solamente la seconda tipologia, ossia che le parti siano coobbligate a garantire una certa prestazione. Un contratto con responsabilità individuale è molto simile e può essere sostituito con due contratti part-time, a termine o a tempo indeterminato a seconda delle esigenze dell'azienda.
I contratti part time a termine dovrebbero essere stabilizzati dopo tre anni di rinnovi, largamente al di sopra dei tempi che possono causare la vacanza di un posto di lavoro: massimo tre mesi per la malattia, massimo due anni per congedi per gravi motivi, massimo un anno per un'invalidità, dopodiché il datore può risolvere il rapporto di lavoro.
In alternativa, il job sharing può essere sostituito con la creazione di una società a responsabilità limitata fra i contraenti, che sottoscrive un Service Level Agremment con il datore di lavoro, impegnandosi a garantire un certo livello di servizio con le relative penali. In questo modo, in caso di temporanea inadeguatezza dell'organico (per scioperi, malattia, invalidità, congedi) la società può avvalersi di altre forme di flessibilità lavorativa ammesse dalla legge, come il tirocinio o il lavoro interinale.